# Tropicus alcicornis
Tropicus alcicornis – gatunek chrząszcza z rodziny różnorożkowatych i podrodziny Heterocerinae.
Gatunek ten został opisany w 1989 roku przez Alessandro Mascagniego.
Chrząszcz ten został wykazany z Wenezueli oraz z paragwajskiego departamentu Boquerón.